# Tirol (Zuid-Tirol)
Tirol, Duits: Dorf Tirol, Italiaans: Tirolo, is een gemeente ten noorden van de stad Meran in de Italiaanse provincie Zuid-Tirol en telt 2464 inwoners (31 december 2013). De oppervlakte bedraagt 25,59 km², de bevolkingsdichtheid is 96 inwoners per km².

## Geschiedenis
Het dorp is ontstaan rond het Slot Tirol (Schloss Tirol), dat ook zijn naam heeft gegeven aan het geslacht van de graven van Tirol. Westelijk hiervan het Slot Thurnstein, reeds vermeld in 1276.

## Geografie
De gemeente ligt op ongeveer 594 m boven zeeniveau.
Tirol grenst aan de volgende gemeenten: Algund, Kuens, Meran, Moos in Passeier, Partschins, Riffian, Schenna.

## Externe link

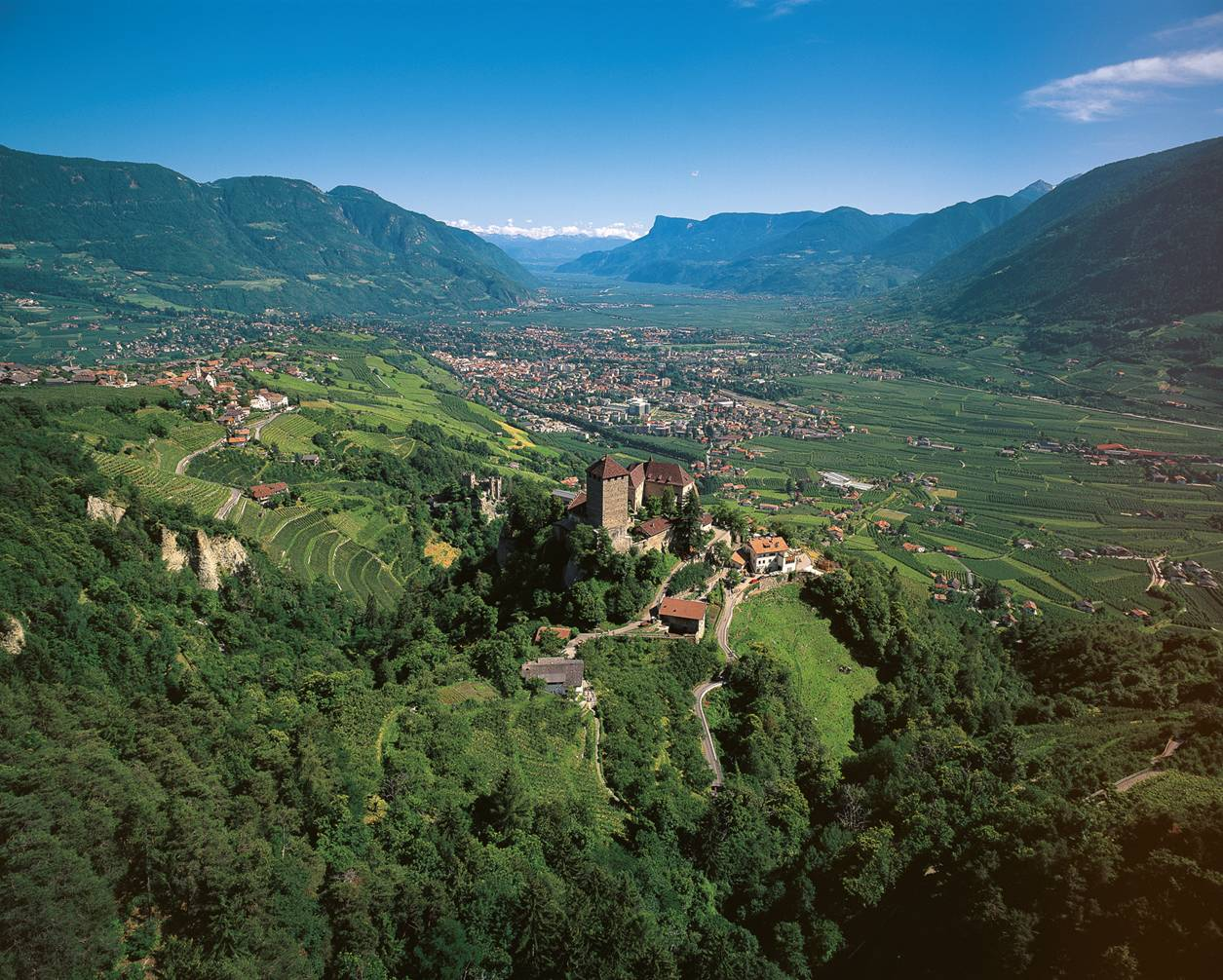
het Slot Tirol met het dorp